# Ti rincontrerò (singolo Marco Carta)
Ti rincontrerò è il singolo di debutto del cantante Marco Carta che anticipa l'uscita del suo primo album discografico dallo stesso titolo, Ti rincontrerò, uscito il 13 giugno 2008. Il singolo ha debuttato all'11º posto della classifica FIMI.

## Tracce
Testi e musiche di Fabio Roveroni, Stefania Rubini.
1. Ti rincontrerò – 3:45

## Classifiche
| Classifica (2008) | Posizione massima |
| ----------------- | ----------------- |
| Italia            | 11                |